# Pierwopiesjanowo
Pierwopiesjanowo (ros. Первопесьяново) – wieś (sieło) w Rosji, w obwodzie tiumeńskim, w rejonie iszymskim. W 2010 liczyła 267 mieszkańców.